# Iglesia de San José (El Poblado)
La Iglesia de San José es una iglesia católica colombiana localizada frente al parque principal de El Poblado, en Medellín (Antioquia).
Francisco de Herrera Campuzano mandó a hacer la población de San Lorenzo de Aburrá el 2 de marzo de 1616, la que se hizo en lo que hoy es El Poblado, que pasó a ser zona rural de la Villa de La Candelaria de Aná, constituida por real cédula del 22 de noviembre de 1674; y en diciembre de 1876, se creó la parroquia de San José del Poblado, perteneciente a la Diócesis de Antioquia, y a la de Medellín cuando esta última fue creada.